# 蓬萊藤
蓬萊藤（学名：Pericampylus formosanus）为防己科蓬萊藤屬下的一个种。其种加词“formosanus”意为“台湾的”。